# Antígeno menor de histocompatibilidad
Los antígenos menores de histocompatibilidad (mHAgs) son péptidos propios derivados de proteínas polimórficas (con varios alelos posibles) codificados por cromosomas ligados al sexo (cromosoma Y) o genes dialélicos autosómicos, heredados independientemente del locus HLA, los cuales son presentados en la superficie celular por las moléculas HLA y son reconocidos por células T CD8+ aloreactivas restringidas al HLA clase I o células T CD4+ restringidas HLA clase II. A día de hoy hay descritos 54 mHAgs codificados por genes autosómicos, y su número va en aumento. 
Este efecto se hizo patente por primera vez, en un contexto clínico, en 1976; donde se observaron graves problemas clínicos tras llevar a cabo un trasplante de precursores hematopoyéticos (HCT del inglés Hematopoietic Cell Transplantation) HLA-haploidéntico entre hermanos. Fueron necesarios cerca de 20 años antes de que se caracterizase molecularmente el primer epítopo de mHAg.

## Bases genéticas de los mHAgs
Los mHAg son proteínas que cada individuo va a expresar de manera diferencial, como resultado de las variaciones genéticas debidas a polimorfismos genéticos; que van a poder ser tanto polimorfismos de un solo nucleótido (SNPs, del inglés single nucleotide polymorphism), como deleciones, inversiones de secuencias, duplicaciones o variantes con alto número de copias (CNVs). Por todo esto se ha descrito su especial importancia en el contexto de trasplantes, así como en la inducción de respuestas inmunes durante el embarazo.
Los mHAgs mejor caracterizados son los péptidos HY codificados por la mayoría de cromosomas Y y los péptidos autosómicos HA1 al HA2; estos últimos fueron los primeros mHAg autosómicos identificados. 
Los HY están distribuidos de forma ubicua, expresados por ejemplo en el epitelio intestinal. Mientras que otros, tales como HA1 y HA2 tienen una distribución tisular restringida y están normalmente presentes solo en las células hematopoyéticas; también se expresan en células de tumores como células leucémicas, haciéndolas objeto potenciales de terapia celular.

## Respuesta inmune contra los mHAgs
Para que se produzca una respuesta por parte del sistema inmune contra estos antígenos se requiere una presentación del mismo por parte de las células presentadoras de antígeno (CPA), que son las encargadas de presentar moléculas antigénicas, tal y como indica su nombre, para que sean reconocidas en especial por los linfocitos T.
En un contexto de trasplante estos mHAgs tendrán un gran potencial inmunogénico cuando estemos ante una situación de polimorfismo entre el donante del injerto y el receptor; ocurriendo siempre en un contexto HLA determinado para cada mHAg. 
En un principio las respuestas por parte de las células T a los mHAg se relacionaron con linfocitos T citotóxicos CD8+ (CTL) y con linfocitos T colaboradores CD4+; ambos asociados con un efecto perjudicial. Sin embargo, recientemente se ha visto que la expresión diferencial de mHAg también puede inducir células T reguladoras (Treg). 

## Importancia en trasplantes
Cuando se lleva a cabo un trasplante alogénico de células precursoras hematopoyéticas, los mHAgs son los responsables del desarrollo de procesos inmunológicos mediados por linfocitos T del donante. Estando implicados así, tanto en la enfermedad de injerto contra huésped (EICH) como en su contrapartida beneficiosa conocida como efecto injerto contra tumor (EICT). Como ya se ha comentado, un mHAg va a poder estar expresado de manera diferencial en los diferentes tejidos, lo cual explica por qué la EICH se ve de forma más agravada en unos tejidos que en otros, incluyendo los tejidos tumorales (EICT).

## Inmunoterapia contra mHAg
En trasplantes alogénicos de precursores hematopoyéticos (TAPH), podemos independizar la EICH del ECIT mediante técnicas que permitan el reconocimiento diferencial de mHAgs expresados exclusivamente en células neoplásicas. 